# Marinai a terra
Marinai a terra (All Ashore) è un film del 1953 diretto da Richard Quine. Un musical in technicolor con le coreografie firmate da Lee Scott: è il secondo dei tre film che Mickey Rooney girò per la Columbia.
Il film ricalca lo stile MGM di musical  come Un giorno a New York (On the Town) o Canta che ti passa (Anchors Aweigh); protagonisti  tre marinai  in libera uscita, qui interpretati da Rooney, il cantante Dick Haymes e il ballerino Ray McDonald. Il film venne girato in gran parte all'Isola di Catalina. All'epoca, McDonald era sposato a Peggy Ryan: per ambedue,  fu l'ultimo film della loro carriera.

## Produzione
Il film fu prodotto dalla Columbia Pictures.

## Distribuzione
Distribuito dalla Columbia Pictures, il film uscì nelle sale USA il 3 marzo 1953.

### Data di uscita
- USA	3 marzo 1953
- Finlandia	29 maggio 1953
- Danimarca	26 giugno 1953
- Svezia	7 settembre 1953
- Germania Ovest	25 novembre 1955
- Austria	marzo 1956

Alias
- All Ashore	USA (titolo originale)
- In jedem Hafen eine Braut	Austria / Germania Ovest
- Flådens friske fyre	Danimarca
- Flottan på galej	Svezia
- Marinai a terra	Italia
- Marino al agua 	Spagna
- Meripojat maissa 	Finlandia
- Naftakia sti steria	Grecia (titolo riedizione)
- Sia kai araxame	Grecia